# Analyta pervinca
Analyta pervinca là một loài bướm đêm trong họ Crambidae.